# Eishockey-Eredivisie (Belgien) 1999/2000
Die Saison 1999/2000 war die 80. Spielzeit der Eredivisie, der höchsten belgischen Eishockeyspielklasse. Meister wurden zum ersten Mal in der Vereinsgeschichte überhaupt die Phantoms Deurne. Die White Caps Turnhout stiegen in die zweite Liga ab.

## Modus
In der Hauptrunde absolvierten die sieben Mannschaften jeweils zwölf Spiele. Die vier bestplatzierten Mannschaften qualifizierten sich für die Playoffs, in denen der Meister ausgespielt wurde. Der Letztplatzierte stieg in die zweite Liga ab. Für einen Sieg erhielt jede Mannschaft drei Punkte, bei einem Unentschieden gab es einen Punkt und bei einer Niederlage null Punkte.

## Hauptrunde

### Tabelle
|    | Klub                      | Sp | S | U | N  | T  | GT  | Punkte |
| -- | ------------------------- | -- | - | - | -- | -- | --- | ------ |
| 1. | IHC Leuven                | 12 | 9 | 1 | 2  | 83 | 38  | 28     |
| 2. | HYC Herentals             | 12 | 9 | 0 | 3  | 89 | 30  | 27     |
| 3. | Phantoms Deurne           | 12 | 8 | 1 | 3  | 72 | 49  | 25     |
| 4. | Griffoens Geel            | 12 | 6 | 0 | 6  | 83 | 66  | 18     |
| 5. | Olympia Heist op den Berg | 12 | 6 | 0 | 6  | 74 | 58  | 18     |
| 6. | Yeti Bears Eeklo          | 12 | 3 | 0 | 9  | 49 | 115 | 9      |
| 7. | White Caps Turnhout       | 12 | 0 | 0 | 12 | 20 | 114 | 0      |

Sp = Spiele, S = Siege, U = Unentschieden, N = Niederlagen

## Playoffs

### Halbfinale
- Phantoms Deurne – HYC Herentals 5:4/3:1
- IHC Leuven – Griffoens Geel 7:1/8:5

### Spiel um Platz drei
- Griffoens Geel – HYC Herentals 3:8/2:9

### Finale
- Phantoms Deurne – IHC Leuven 9:7/5:6